# Cronologia viitorului îndepărtat

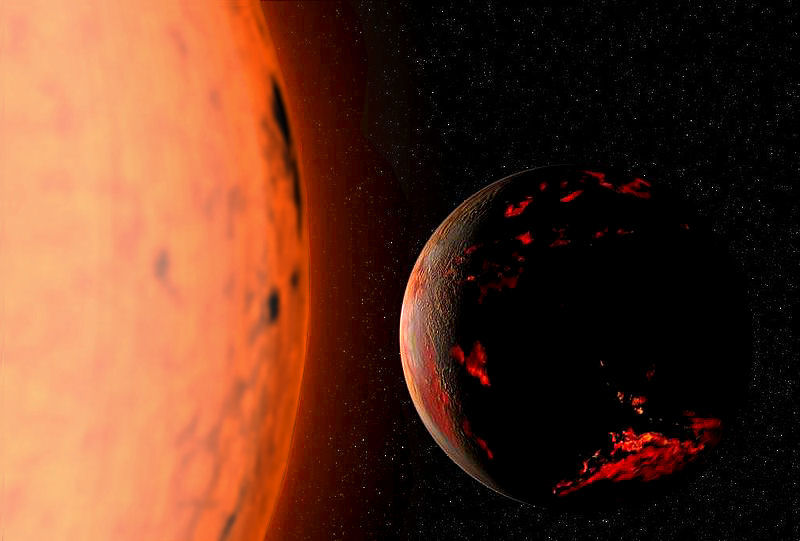
Pământul peste câteva miliarde de ani, când Soarele va fi o gigantă roșie.

În timp ce viitorul nu poate fi prezis cu certitudine, înțelegerea prezentă în diferite domenii științifice permite prezicerea unor evenimente din viitorul îndepărtat, chiar dacă în conturul cel mai larg. Aceste domenii includ astrofizica, care a dezvăluit modul în care planetele și stelele se formează, interacționează și mor; fizica particulelor, care a dezvăluit cum se comportă materia la cele mai mici scale; biologie evolutivă, care prezice modul în care viața va evolua în timp; și tectonica plăcilor, care arată cum se schimbă continentele de-a lungul mileniilor.
Toate proiecțiile despre viitorul Pământului, al Sistemului Solar și al Universului trebuie să se conformeze celei de-a doua legi a termodinamicii, care afirmă că entropia sau pierderea energiei disponibile pentru a efectua lucrări trebuie să crească în timp. Stelele își vor epuiza în cele din urmă hidrogenul și vor muri. Planetele își vor abandona orbitele din cauza întâlnirilor gravitaționale cu alte obiecte astronomice și, în cele din urmă, galaxiile se vor separa.
Fizicienii se așteaptă ca materia însăși să ajungă în cele din urmă sub influența degradării radioactive, deoarece chiar și cele mai stabile materiale se separă în particule subatomice. Datele actuale sugerează că Universul are o geometrie plană (sau foarte aproape de plat) și, prin urmare, nu se va prăbuși în sine după un timp finit, iar viitorul infinit permite apariția unui număr de evenimente improbabile, cum ar fi formarea creierelor Boltzmann.
Cronologia de mai jos acoperă evenimente de la începutul mileniului 4 (care începe în anul 3001) până la cele mai îndepărtate perioade ale timpului viitor. O serie de evenimente alternative viitoare sunt enumerate pentru a explica întrebările încă nerezolvate, cum ar fi dacă oamenii vor dispărea, dacă protonii se degradează și dacă Pământul supraviețuiește atunci când Soarele se extinde pentru a deveni o gigantă roșie.

## Legendă
| Astronomie și astrofizică     | Astronomie și astrofizică     |
| Geologie și știință planetară | Geologie și știință planetară |
| Biologie                      | Biologie                      |
| Fizica particulelor           | Fizica particulelor           |
| Matematică                    | Matematică                    |
| Tehnologie și cultură         | Tehnologie și cultură         |

## Pământul, Sistemul Solar și Universul
|                               | Ani în viitor                      | Eveniment |
| ----------------------------- | ---------------------------------- | --- |
| Astronomie și astrofizică     | 1.000                              | Datorită mareelor lunare care decelerează rotația Pământului, durata medie a unei zile solare va crește cu 1⁄30 SI secunde. Pentru a compensa, fie o secundă intercalată va trebui adăugată la sfârșitul unei zile de mai multe ori în timpul fiecărei luni, fie una sau mai multe secunde intercalate consecutive vor trebui adăugate la sfârșitul unora sau tuturor lunilor. |
| Astronomie și astrofizică     | 1.100                              | Pe măsură ce are loc precesia polilor Pământului, steaua binară Gamma Cephei va înlocui Steaua Polară ca stea polară nordică. |
| Geologie și științe planetare | 10.000                             | Dacă încălzirea globală continuă și stratul de gheață din bazinul Wilkes se topește, va dura 10.000 de ani pentru ca stratul de gheață din estul Antarcticii să se topească complet. Nivelul mării ar crește cu 3 sau 4 metri. Acesta este unul dintre potențialele efecte pe termen lung ale încălzirii globale; se estimează că stratul de gheață din vestul Antarcticii va avea un termen mult mai scurt de topire. |
| Astronomie și astrofizică     | 10.000                             | Supergiganta roșie Antares va exploda într-o supernovă. Se prevede că explozia se va observa cu ușurință la lumina zilei. |
| Astronomie și astrofizică     | 11.700                             | Pe măsură ce are loc precesia polilor Pământului, Vega, a cincea stea ca strălucire de pe cer, devine stea polară nordică. |
| Astronomie și astrofizică     | 13.000                             | În acest moment, la jumătatea ciclului precesional, înclinarea axială a Pământului va fi inversată, provocând ca vara și iarna să apară pe laturile opuse ale orbitei Pământului. Aceasta înseamnă că anotimpurile din emisfera nordică, care experimentează variații sezoniere mai pronunțate din cauza unui procent mai mare de uscat, vor fi și mai extreme, deoarece vor fi orientate spre Soare în periheliul Pământului și departe de Soare în afeliu. |
| Geologie și știință planetară | 15.000                             | Conform teoriei pompei sahariene, precesiunea polilor Pământului va muta musonul nord-african suficient de mult spre nord pentru a transforma Sahara înapoi într-un climat tropical, așa cum a avut acum 5.000-10.000 de ani. |
| Geologie și știință planetară | 17.000                             | Cea mai bună estimare pentru o erupție supervulcanică "amenințătoare de civilizație" suficient de mare pentru a arunca 1.000 de gigatone de material piroclastic. |
| Geologie și știință planetară | 25.000                             | Calota de gheață polară nordică a planetei Marte s-ar putea retrage pe măsură ce Marte atinge un vârf de încălzire al emisferei nordice în timpul precesiei de 50.000 de ani de periheliu din ciclul său Milankovitci. |
| Astronomie și astrofizică     | 36.000                             | Pitica roșie Ross 248 va trece la 3,024 ani-lumină de Pământ, devenind cea mai apropiată stea de Soare. Se va retrage după aproximativ 8.000 de ani, astfel că cea mai apropiată stea va redeveni Alpha Centauri, iar mai târziu va fi Gliese 445. |
| Geologie și știință planetară | 50.000                             | Potrivit lui Berger și Loutre (2002), perioada interglaciară actuală se va încheia, iar Pământul va intra într-o nouă perioadă glaciară a actualei ere glaciare. Cascada Niagara încheie erodarea celor 32 de km care o separă de Lacul Erie, încetând astfel să mai existe. |
| Astronomie și astrofizică     | 50.000                             | Lungimea zilei folosită pentru măsurarea timpului ajunge la aproximativ 86,401 secunde SI, din cauza mareelor lunare care încetinesc rotația Pământului. În cadrul sistemului actual de cronometrare, fiecărei zile va trebui să i se adauge o secundă. |
| Astronomie și astrofizică     | 100.000                            | Mișcarea proprie a stelelor în sfera cerească, care rezultă din mișcarea lor prin Calea Lactee, va face multe dintre constelații de nerecunoscut pentru cineva obișnuit cu configurația de astăzi. |
| Astronomie și astrofizică     | 100.000                            | Steaua hipergigantă VY Canis Majoris va exploda probabil într-o supernovă. |
| Geologie și știință planetară | > 100.000                          | Fiind unul dintre efectele pe termen lung ale încălzirii globale, 10% din dioxidul de carbon antropogen va rămâne în continuare într-o atmosferă stabilizată. |
| Geologie și știință planetară | 250.000                            | Lōʻihi, cel mai tânăr vulcan din lanțul subacvatic Hawaii-Emperor, se va ridica deasupra suprafeței oceanului și va deveni o nouă insulă vulcanică. |
| Astronomie și astrofizică     | c. 300.000                         | La un moment dat în următoarele câteva sute de mii de ani, steaua WR 104 de tip stea Wolf–Rayet ar putea exploda într-o supernovă. Există o șansă mică ca WR 104 să se învârtă suficient de repede pentru a produce o explozie de raze gamma (GRB) și o șansă și mai mică ca un astfel de GRB să reprezinte o amenințare la adresa vieții pe Pământ. |
| Astronomie și astrofizică     | 500.000                            | Pământul va fi probabil lovit de un asteroid de aproximativ 1 km în diametru, presupunând că nu poate fi evitat. |
| Geologie și știință planetară | 1 milion                           | Craterul Meteor, un mare crater de impact din Arizona considerat „cel mai proaspăt” de acest gen, se va eroda. |
| Astronomie și astrofizică     | 1 milion                           | Cel mai mare timp estimat până când supergiganta roșie Betelgeuse explodează într-o supernovă. Timp de cel puțin câteva luni, supernova va fi vizibilă pe Pământ la lumina zilei. |
| Astronomie și astrofizică     | 1 milion                           | Sateliții lui Uranus, Desdemona și Cressida, cel mai probabil se vor ciocni. |
| Astronomie și astrofizică     | 1,28 ± 0,05 milioane               | Steaua Gliese 710 va trece la 0,0676 parseci (0,221 ani-lumină) de Soare înainte de a se îndepărta. Acest lucru va perturba gravitațional obiectele din norul Oort, un halou de corpuri înghețate care orbitează la marginea Sistemului Solar, crescând apoi probabilitatea unui impact cometar în Sistemul Solar interior. |
| Biologie                      | 2 milioane                         | Timp estimat pentru recuperarea ecosistemelor recifelor de corali de la acidificarea oceanului cauzată de om; recuperarea ecosistemelor marine după evenimentul de acidificare care a avut loc în urmă cu aproximativ 65 de milioane de ani a durat o perioadă similară de timp. |
| Astronomie și astrofizică     | 3 milioane                         | Datorită încetinirii treptate a rotației Pământului, o zi pe Pământ va fi cu un minut mai lungă decât este astăzi. |
| Geologie și știință planetară | 10 milioane                        | Valea riftului est african este inundată de Marea Roșie, provocând un nou bazin oceanic care împarte continentul Africii și placa Africii în noua placă nubiană și placa somaliană. |
| Biologie                      | 10 milioane                        | Timpul estimat pentru recuperarea completă a biodiversității după o potențială extincție din Holocen, dacă ar fi pe scara celor cinci evenimente majore de extincție în masă. Chiar și fără o extincție în masă, până în acest moment majoritatea speciilor actuale vor dispărea prin rata de dispariție de fond multe clade evoluând treptat în forme noi. |
| Astronomie și astrofizică     | 10 milioane – 1 trilion            | Sateliții planetei Uranus, Cupid și Belinda, probabil se vor ciocni. |
| Astronomie și astrofizică     | 50 milioane                        | Timpul maxim estimat înainte ca satelitul Phobos să se ciocnească de Marte. |
| Geologie și știință planetară | 50 milioane                        | Coliziunea Africii cu Eurasia va închide bazinul mediteranean și va crea un lanț montan similar cu Himalaya. Potrivit geologului american Christopher R. Scotese, mișcarea Faliei San Andreas va provoca inundarea Golfului California. Aceasta va forma o nouă mare interioară pe coasta de vest a Americii de Nord, provocând fuzionarea actualelor locuri din Los Angeles și San Francisco. |
| Geologie și știință planetară | 50–400 milioane                    | Timp estimativ pentru Pământ pentru a-și umple în mod natural rezervele de combustibili fosili. |
| Geologie și știință planetară | 80 milioane                        | Insula Hawaii din arhipeleagul Hawaii va deveni ultima dintre actualele insule ale arhipeleagului care se va scufunda sub suprafața oceanului, în timp ce un lanț mai recent de „noi Insulele Hawaii“, va apărea în locul lor. |
| Astronomie și astrofizică     | 100 milioane                       | Pământul va fi probabil lovit de un asteroid comparabil ca dimensiune cu cel care a declanșat Extincția Cretacic–Paleogen în urmă cu 66 de milioane de ani, presupunând că acest lucru nu poate fi evitat. |
| Geologie și știință planetară | 100 milioane                       | Estimarea superioară a duratei de viață a inelelor lui Saturn în starea lor actuală. |
| Astronomie și astrofizică     | 110 milioane                       | Luminozitatea Soarelui crește cu 1%. |
| Astronomie și astrofizică     | 180 milioane                       | Datorită încetinirii treptate a rotației Pământului, o zi pe Pământ va fi cu o oră mai lungă decât este astăzi. |
| Mathematics                   | 230 milioane                       | Predicția orbitelor planetelor este imposibilă pe perioade mai mari de timp decât aceasta, din cauza limitărilor timpului Lyapunov. |
| Astronomie și astrofizică     | 240 milioane                       | Din poziția sa actuală, Sistemul Solar face o orbită completă a Centrului Galactic. |
| Geologie și știință planetară | 250–350 milioane                   | Toate continentele de pe Pământ se pot contopi într-un supercontinent. Patru aranjamente potențiale ale acestei configurații au fost denumite Amasia, Novopangaea, Pangea Ultima și Aurica. Acest lucru va duce probabil la o perioadă glaciară, scăderea nivelului mării și creșterea nivelului de oxigen, scăderea în continuare a temperaturilor globale. |
| Geologie și știință planetară | 300–600 milioane                   | Timpul estimat pentru ca temperatura mantalei lui Venus să atingă maximul. Apoi, pe o perioadă de aproximativ 100 de milioane de ani, are loc o subducție majoră, iar scoarța este reciclată. |
| Geologie și știință planetară | 400–500 milioane                   | Supercontinentele (Pangaea Ultima, Novopangaea, Amasia și Aurica) menționate anterior se vor despărți. Acest lucru va duce probabil la temperaturi globale mai ridicate, similar cu perioada Cretacicului. |
| Astronomie și astrofizică     | 500 milioane                       | Timpul estimat până la o explozie de raze gamma sau o supernova hiperenergetică masivă, are loc în interiorul a 6.500 de ani-lumină de Pământ; suficient de aproape pentru ca razele sale să afecteze stratul de ozon al Pământului și să declanșeze o extincție în masă, presupunând că ipoteza este corectă că o astfel de explozie anterioară a declanșat evenimentul de extincție Ordovician-Silurian. Cu toate acestea, supernova ar trebui să fie orientată cu precizie față de Pământ pentru a avea un astfel de efect. |
| Astronomie și astrofizică     | 600 milioane                       | Accelerarea mareelor deplasează Luna suficient de departe de Pământ încât eclipsele totale de Soare nu mai sunt posibile. |
| Geologie și știință planetară | 500–600 milioane                   | Luminozitatea crescândă a Soarelui începe să perturbe ciclul carbonat-silicat; o luminozitate mai mare crește degradarea rocilor de suprafață, care captează dioxidul de carbon în sol sub formă de carbonat. Pe măsură ce apa se evaporă de la suprafața Pământului, rocile se întăresc, provocând încetinirea tectonicii plăcilor și, în cele din urmă, oprirea, odată ce oceanele se evaporă complet. Cu o activitate vulcanică mai mică pentru a recicla carbonul în atmosfera Pământului, nivelurile de dioxid de carbon încep să scadă până la punctul în care fotosinteza C3 nu mai este posibilă. Toate plantele care utilizează fotosinteza C3 (aproximativ 99% din speciile actuale) vor muri. |
| Biologie                      | 500–800 milioane                   | Pe măsură ce Pământul începe să se încălzească rapid și scade nivelul de dioxid de carbon, plantele — și, prin extensie, animalele — ar putea supraviețui mai mult prin evoluția altor strategii, cum ar fi necesitatea unei cantități mai mici de dioxid de carbon pentru procesele fotosintetice, transformarea în plante carnivore, adaptarea la deshidratare sau asocierea cu ciuperci. Moartea majorității vieții vegetale va avea ca rezultat mai puțin oxigen în atmosferă, permițând ca radiații ultraviolete mai dăunătoare ADN-ului să ajungă la suprafață. Creșterea temperaturilor va crește reacțiile chimice în atmosferă, scăzând și mai mult nivelurile de oxigen. Multe animale vor migra spre poli sau, eventual, în subteran. Aceste creaturi vor deveni active în timpul nopții polare și estivative în timpul zilei polare din cauza căldurii și radiațiilor intense. O mare parte din uscat va deveni un deșert sterp, iar plantele și animalele ar putea fi găsite în primul rând în oceane. |
| Biologie                      | 800–900 milioane                   | Nivelurile de dioxid de carbon vor scădea până la punctul în care fotosinteza C4 nu mai este posibilă. Fără viața plantelor care să recicleze oxigenul în atmosferă, oxigenul liber și stratul de ozon vor dispărea, permițând ca niveluri intense de lumină UV mortală să ajungă la suprafață. Viața multicelulară se stinge. |
| Geologie și știință planetară | 1,1 miliarde                       | Luminozitatea Soarelui va crește cu 10%, determinând ca temperatura suprafeței Pământului să atingă o medie de aproximativ 320 K (47 °C). Atmosfera va deveni o „seră umedă”, rezultând o evaporare rapidă a oceanelor. Acest lucru ar face ca tectonica plăcilor să se oprească complet, dacă nu este deja oprită înainte de această dată. Pungi de apă pot fi încă prezente la poli, permițând habitate pentru o viață simplă. |
| Biologie                      | 1.3 miliarde                       | Viața eucariotă se stinge pe Pământ din cauza nivelului scăzut de dioxid de carbon. Rămân doar procariotele. |
| Astronomie și astrofizică     | 1,5–1,6 miliarde                   | Luminozitatea în creștere a Soarelui face ca zona locuibilă circumstelară să se deplaseze spre exterior; Marte va deveni o planetă locuibilă cu o temperatură medie similară Pământului în timpul erei glaciare. |
| Biologie                      | 1,6 miliarde                       | Cea mai mică estimare potrivit căreia va dispare viața procariotă. |
| Geologie și știință planetară | 2 miliarde                         | Estimare maximă până când oceanele Pământului se evaporă dacă presiunea atmosferică scade prin ciclul azotului. |
| Geologie și știință planetară | 2,3 miliarde                       | Dacă nucleul interior al Pământului continuă să crească cu viteza sa actuală de 1 mm pe an, nucleul exterior al Pământului va îngheața. Fără nucleul său exterior lichid, câmpul magnetic al Pământului se oprește, și particulele încărcate emanate de Soare epuizează treptat atmosfera. |
| Astronomie și astrofizică     | 2,55 miliarde                      | Soarele va fi atins o temperatură maximă a suprafeței de 5.820 K (5.550 °C). De atunci, va deveni treptat mai rece, în timp ce luminozitatea sa va crește în continuare. |
| Geologie și știință planetară | 2,8 miliarde                       | Temperatura suprafeței Pământului va atinge aproximativ 420 K (147 °C), chiar și la poli. |
| Biologie                      | 2,8 miliarde                       | Toată viața, care până acum fusese redusă la colonii unicelulare în microambiente izolate, dispersate, cum ar fi lacurile sau peșterile de mare altitudine, devine extinctă. |
| Astronomie și astrofizică     | c. 3 miliarde                      | Există o șansă de aproximativ 1 din 100.000 ca Pământul să fie expulzat în spațiul interstelar de o întâlnire stelară înainte de acest punct și o șansă de 1 din 3 milioane ca acesta să fie apoi capturat de o altă stea. Dacă s-ar întâmpla acest lucru, viața, presupunând că a supraviețuit călătoriei interstelare, ar putea continua mult timp. |
| Astronomie și astrofizică     | 3 miliarde                         | Punctul mediu la care distanța crescândă a Lunii de Pământ își reduce efectul de stabilizare asupra înclinării axiale a Pământului determinând ca aceasta să devină haotică și extremă, ducând la schimbări dramatice în climatul planetei datorită înclinării axiale în schimbare. |
| Astronomie și astrofizică     | 3,3 miliarde                       | 1% șanse ca gravitația lui Jupiter să facă orbita lui Mercur atât de excentrică încât să se ciocnească de Venus, trimițând Sistemul Solar interior în haos. Scenariile posibile includ ca Mercur să se ciocnească de Soare, să fie expulzat din Sistemul Solar sau să se ciocnească cu Pământul. |
| Geologie și știință planetară | 3,5–4,5 miliarde                   | Toată apa prezentă astăzi în oceane (dacă nu se pierde mai devreme) se evaporă. Efectul de seră cauzat de atmosfera masivă, bogată în apă, combinată cu luminozitatea Soarelui care atinge cu aproximativ 35-40% peste valoarea sa actuală, va duce la creșterea temperaturii de la suprafața Pământului la 1.400 K (1.130 °C) — suficient de fierbinte pentru a topi roci la suprafață. |
| Astronomie și astrofizică     | 3,6 miliarde                       | Triton, satelitul lui Neptun, cade peste limita Roche a planetei, putându-se dezintegra într-un sistem de inele planetare similar cu cel al lui Saturn. |
| Astronomie și astrofizică     | 4 miliarde                         | Punctul mediu prin care galaxia Andromeda se va ciocni cu Calea Lactee, care se vor uni apoi pentru a forma o galaxie numită „Milkomeda”. Există, de asemenea, o mică șansă ca Sistemul Solar să fie ejectat. Planetele Sistemului Solar aproape sigur nu vor fi deranjate de aceste evenimente. |
| Geology and planetary science | 4,5 miliarde                       | Marte atinge același flux solar pe care l-a avut Pământul când s-a format prima dată, acum 4,5 miliarde de ani (față de astăzi). |
| Astronomie și astrofizică     | 5,4 miliarde                       | Odată cu hidrogenul epuizat din nucleu, Soarele părăsește secvența principală și începe să evolueze într-o gigantă roșie. |
| Geologie și știință planetară | 6,5 miliarde                       | Marte atinge același flux de radiații solare ca și Pământul astăzi, după care va suferi o soartă similară cu Pământul, așa cum este descris mai sus. |
| Astronomie și astrofizică     | 7,5 miliarde                       | Pământul și Marte ar putea fi în rotație sincronă cu Soarele aflat în expansiune. |
| Astronomie și astrofizică     | 7,59 miliarde                      | Pământul și Luna sunt foarte probabil distruse prin căderea în Soare, chiar înainte ca Soarele să atingă vârful fazei sale de gigantă roșie și raza sa maximă va fi de 256 de ori mai mare decât cea actuală. Înainte de coliziunea finală, Luna poate spirala sub limita Roche a Pământului, spărgându-se într-un inel de resturi, dintre care cele mai multe cad pe suprafața Pământului. În această eră, satelitul lui Saturn, Titan, poate atinge temperaturile de suprafață necesare pentru a susține viața. |
| Astronomie și astrofizică     | 7,9 miliarde                       | Soarele ajunge la vârful ramurii gigantei roșii a diagramei Hertzsprung–Russell, atingând raza maximă de 256 de ori valoarea actuală. În acest proces, Mercur, Venus și foarte probabil Pământul sunt distruse. |
| Astronomie și astrofizică     | 8 miliarde                         | Soarele devine o pitică albă carbon-oxigen cu aproximativ 54,05% din masa sa actuală. În acest moment, dacă cumva Pământul supraviețuiește, temperaturile de pe suprafața planetei, precum și alte planete rămase în Sistemul Solar, vor începe să scadă rapid, Soarele emițând mult mai puțină energie decât o face astăzi. |
| Astronomie și astrofizică     | 22 miliarde                        | Sfârșitul Universului în scenariul Big Rip, presupunând un model de energie întunecată cu w = -1,5. Dacă densitatea energiei întunecate este mai mică de -1, atunci expansiunea Universului ar continua să accelereze și Universul observabil ar continua să se micșoreze. Cu aproximativ 200 de milioane de ani înainte de Big Rip, grupuri de galaxii precum Grupul Local sau Grupul Sculptorilor ar fi fost distrus. Cu șaizeci de milioane de ani înainte de Big Rip, toate galaxiile vor începe să piardă stele în jurul marginilor lor și se vor dezintegra complet în alte 40 de milioane de ani. Cu trei luni înainte de Big Rip, toate sistemele stelare vor deveni nelimitate gravitațional, iar planetele vor zbura în universul care se extinde rapid. Cu 30 de minute înainte de Big Rip, planetele, stelele, asteroizii și chiar obiecte extreme, cum ar fi stelele neutronice și găurile negre, se vor evapora în atomi. Cu 100 de zeptosecunde (10−19 secunde) înainte de Big Rip, atomii s-ar destrăma. Apoi, odată atinsă scara Planck, Universul ar intra într-o „singularitate de rupere” atunci când toate distanțele devin infinit de mari. Cu toate acestea, observațiile privind viteza roiurilor de galaxii de către Observatorul de raze X Chandra sugerează că adevărata valoare a lui w este aprox, −0,991, ceea ce înseamnă că Big Rip nu va avea loc. |
| Astronomie și astrofizică     | 100–150 miliarde                   | Expansiunea Universului face ca toate galaxiile dincolo de fostul Grup Local al Căii Lactee să dispară dincolo de orizontul luminii cosmice, îndepărtându-le din universul observabil. |
| Astronomie și astrofizică     | 150 miliarde                       | Radiația cosmică de fond se răcește de la temperatura actuală de aprox. 2,7 K (-270,45 °C) până la 0,3 K (-272,850 °C), făcându-o în esență nedetectabilă cu tehnologia actuală. |
| Astronomie și astrofizică     | 450 miliarde                       | Punctul mediu prin care aprox. 47 de galaxii din Grupul Local se vor uni într-o singură galaxie mare. |
| Astronomie și astrofizică     | 1012 (1 trilion)                   | Pe măsură ce norii de gaz din galaxii se epuizează, nu se mai pot forma noi stele. Expansunea Universului, presupunând o densitate constantă a energiei întunecate, înmulțește lungimea de undă a radiației cosmice de fond cu 1029, depășind scara orizontului luminii cosmice și făcând dovada Big Bang-ului nedetectabilă. Cu toate acestea, poate fi încă posibil să se determine expansiunea universului prin studiul cinematicii stelare. |
| Astronomie și astrofizică     | 1,05×1012 (1,05 trilione)          | Timpul estimat până la care Universul se va extinde cu un factor mai mare de 1026, reducând densitatea medie a particulelor la mai puțin de o particulă pe volum de orizont cosmologic. Dincolo de acest punct, particulele de materie intergalactică nelegată sunt izolate efectiv, iar coliziunile dintre ele încetează să afecteze evoluția viitoare a Universului. |
| Astronomie și astrofizică     | 2×1012 (2 trilioane)               | Timpul estimat până la care toate obiectele dincolo de Grupul nostru Local sunt deplasate spre roșu cu un factor mai mare de 1053. Chiar și razele gamma cu cea mai mare energie sunt întinse astfel încât lungimea lor de undă să fie mai mare decât diametrul fizic al orizontului. |
| Astronomie și astrofizică     | 4×1012 (4 trilioane)               | Timpul estimat până când steaua pitică roșie Proxima Centauri, cea mai apropiată stea de Soare, la o distanță de 4,25 ani-lumină, părăsește secvența principală și devine o pitică albă. |
| Astronomie și astrofizică     | 3×1013 (30 trilioane)              | Timpul estimat pentru ca stelele (inclusiv Soarele) să fie supuse unei întâlniri strânse cu o altă stea în cartierele stelare locale. Ori de câte ori două stele (sau rămășițe stelare) trec aproape una de cealaltă, orbitele planetelor lor pot fi întrerupte, potențial expulzându-le din sistem în întregime. În medie, cu cât orbita unei planete este mai aproape de steaua ei mamă, cu atât durează mai mult să fie evacuată în acest mod, deoarece este gravitațional legată mai mult de stea. |
| Astronomie și astrofizică     | 1014 (100 trilioane)               | Estimare maximă pentru timpul până la care se termină formarea normală de stele în galaxii. Aceasta marchează trecerea de la Era Stelliferous la Era Degenerată; fără hidrogen liber pentru a forma stele noi, toate stelele rămase își epuizează încet combustibilul și mor. În acest moment, Universul se va extinde cu un factor de aproximativ 102554. |
| Astronomie și astrofizică     | 1015 (1 cvadrilion)                | Timpul estimat până la întâlnirile stelare apropiate care desprind toate planetele din sistemele stelare (inclusiv sistemul solar) de pe orbite. În acest moment, Soarele (o pitică neagră) s-a răcit la 5 K (-268,15 °C). |
| Astronomie și astrofizică     | 1019 to 1020 (10–100 cvadrilioane) | Timpul estimat până când 90-99% dintre piticele brune și resturile stelare (inclusiv Soarele) sunt evacuate din galaxii. Când două obiecte trec suficient de aproape unul de celălalt, ele schimbă energia orbitală, obiecte cu masă mai mică având tendința de a câștiga energie. Prin întâlniri repetate, obiectele cu masă inferioară pot câștiga suficientă energie în acest mod pentru a fi evacuate din galaxia lor. Acest proces va determina ca în cele din urmă majoritatea piticelor brune și a resturilor stelare din Calea Lactee să fie scoase. |
| Astronomie și astrofizică     | 1020 (100 cvadrilioane)            | Dacă Pământul nu este ejectat din orbita sa de o întâlnire stelară sau înghițit de Soare în timpul fazei sale de gigantă roșie, acesta este timpul estimat până când Pământul se ciocnește cu Soarele (care este o pitică neagră) din cauza decăderii orbitei sale prin emisia de radiații gravitaționale. |
| Astronomie și astrofizică     | 1023 (100 sextilioane)             | În jurul acestei scale de timp, cele mai multe rămășițe stelare și alte obiecte cosmice sunt evacuate din rămășițele grupului lor galactic. |
| Fizica particulelor           | 2×1036                             | Descompunerea tuturor nucleonilor din Universul observabil, dacă timpul de înjumătățire al protonului va avea valoarea minimă posibilă (8,2×1033 ani). |
| Fizica particulelor           | 3×1043                             | Descompunerea tuturor nucleonilor din Universul observabil, dacă timpul de înjumătățire al protonului va avea valoarea maximă posibilă (1041 ani). Dacă protonii se degradează, începe Era Găurilor Negre, în care găurile negre sunt singurele obiecte cerești rămase. |
| Fizica particulelor           | 1065                               | Presupunând că protonii nu se descompun, acesta este timpul estimat în care obiectele rigide, precum rocile, își rearanjează particulele și moleculele prin procesul de tunelare cuantică. Pe această scală de timp, orice corp discret de materie „se comportă ca un lichid” și devine o sferă netedă datorită difuziei și gravitației. |
| Fizica particulelor           | 2×1066                             | Timpul estimat până când o gaură neagră de 1 masă solară se descompune în particule subatomice prin radiația Hawking. |
| Fizica particulelor           | 6×1099                             | Timpul estimat până când gaura neagră supermasivă TON 618, cea mai masivă cunoscută (începând din 2018) cu o masă de 66 miliarde de mase solare, se disipează prin emisia de radiații Hawking, presupunând un moment unghiular zero (că nu se rotește). |
| Fizica particulelor           | 1,7×10106                          | Timpul estimat până când o gaură neagră supermasivă cu o masă de 20 trilioane de mase solare se degradează prin radiația Hawking. Aceasta marchează sfârșitul Erei Găurilor Negre. Dincolo de acest timp, dacă protonii se degradează, Universul intră în Era Întunecată, în care toate obiectele fizice s-au descompus în particule subatomice, trecând treptat la starea lor finală de energie sau moartea termică a universului. |
| Fizica particulelor           | 10200                              | Timpul de estimare maximă pentru ca toți nucleonii din universul observabil să se descompună, dacă acest lucru nu se face prin procesul de mai sus, prin oricare dintre numeroasele mecanisme permise în fizica modernă a particulelor pe scări de timp de 1046 la 10200 ani. |
| Fizica particulelor           | 101100-32000                       | Presupunând că protonii nu se descompun, acesta este timpul estimat pentru ca ultimele pitice negre cu mase de 1,2 ori mai mari decât masa Soarelui să se dezintegreze în mici supernove ca urmare a fuziunii lente siliciu-nichel-fier. |
| Fizica particulelor           | 101500                             | Presupunând că protonii nu se descompun, acesta este timpul estimat până când toată materia barionică din obiectele cu masă stelară a fuzionat prin fuziune catalizată de muoni pentru a forma fier-56 fie s-a descompus dintr-un element cu masă mai mare în fier-56 pentru a forma o stea de fier. |
| Fizica particulelor           | {\displaystyle 10^{10^{26}}}       | Estimare conservatoare pentru timpul până când toate stelele de fier se prăbușesc prin tuneluri cuantice în găuri negre, presupunând că nu există decompunerea protonilor sau găuri negre virtuale. Pe această scară vastă de timp, chiar și stelele de fier ultra-stabile vor fi fost distruse de evenimentele cuantice de tunelare. |
| Fizica particulelor           | {\displaystyle 10^{10^{50}}}       | Timp estimativ pentru ca un creier Boltzmann să apară în vid printr-o scădere spontană a entropiei. |
| Fizica particulelor           | {\displaystyle 10^{10^{76}}}       | Estimare ridicată pentru timpul până când toate stelele de fier se prăbușesc în găuri negre, presupunând că nu există descompuneri de protoni sau găuri negre virtuale, care apoi (pe aceste scale de timp) se evaporă instantaneu în particule subatomice. Dincolo de acest punct, este aproape sigur că Universul nu va mai conține materie barionică și va fi un vid aproape pur (posibil însoțit de prezența unui vid fals) până când va ajunge la starea sa finală de energie, presupunând că nu se întâmplă înainte de acest moment. |
| Fizica particulelor           | {\displaystyle 10^{10^{120}}}      | Cea mai mare estimare pentru timpul necesar universului pentru a ajunge la starea sa finală de energie, chiar și în prezența unui vid fals. |
| Fizica particulelor           | {\displaystyle 10^{10^{10^{56}}}}  | Este timpul pentru ca efectele cuantice să genereze un nou Big Bang, rezultând un nou univers. În jurul acestui vast interval de timp, tunelarea cuantică în orice petec izolat al universului acum gol ar putea genera noi evenimente inflaționiste, având ca rezultat noi Big Bang-uri care vor da naștere la noi universuri. |

## Viitorul umanității
|                               | Ani în viitor      | Eveniment |
| ----------------------------- | ------------------ | --- |
| Tehnologie și cultură         | 10.000             | Durata de viață cea mai probabilă pentru o civilizație tehnologică, potrivit formulării inițiale a ecuației Drake făcută de astrofizicianul american Frank Drake. |
| Biologie                      | 10.000             | Dacă tendințele globalizării conduc la panmixie, variația genetică umană nu va mai fi regionalizată, deoarece mărimea necesară a populație va fi egală cu dimensiunea reală a populației. |
| Matematică                    | 10.000             | Omenirea are o probabilitate de 95% de a fi devenit extinctă până la această dată, conform formulării fizicianului australian Brandon Carter a controversatului argument al Sfârșitul Lumii, care prezice numărul de viitori membri ai speciei umane pe baza estimării numărului total de oameni născuți până în prezent. |
| Tehnologie și cultură         | 20.000             | Conform modelului lingvistic creat de americanul Morris Swadesh, limbile viitoare vor păstra doar unul din 100 de cuvinte reprezentând „vocabularul de bază” din Lista Swadesh comparativ cu prezentul. |
| Geology and planetary science | 100.000+           | Timpul necesar pentru terraformarea lui Marte cu o atmosferă respirabilă, bogată în oxigen, proces care ar consta într-o inginerie planetară cu scopul de a transforma planeta de la un mediu ostil viații terestre la una care poate susține în mod durabil oamenii și alte forme de viață. |
| Tehnologie și cultură         | 100.000 – 1 milion | Timpul estimat în care omenirea ar putea coloniza galaxia noastră Calea Lactee și deveni capabilă să valorifice toată energia galaxiei, presupunând o viteză de 10% din viteza luminii. |
| Biologie                      | 2 milioane         | Speciile de vertebrate care au fost izolate genetic în acest timp vor suferi, în general, speciații alopatrice. Biologul evoluționist James W. Valentine a prezis că dacă omenirea s-ar fi dispersat în colonii spațiale izolate genetic până în acest moment, galaxia ar fi martoră la radiații evolutive de la multiple specii umane cu „o diversitate de forme și adaptări care ne-ar surprinde”. Acesta ar fi un proces natural al populațiilor izolate, fără legătură cu modificări ale genelor făcute deliberat de oameni prin inginerie genetică. |
| Matematică                    | 7,8 milioane       | Omenirea are o probabilitate de 95% de a fi extinctă până la această dată, conform formulării lui J. Richard Gott a controversatului argument al Sfârșitul Lumii. |
| Tehnologie și cultură         | 100 milioane       | Durata maximă de viață estimată a civilizației tehnologice, în conformitate cu formularea inițială a ecuației Drake a lui Frank Drake. |
| Astronomie și astrofizică     | 1 miliard          | Timpul estimat pentru un proiect de astroinginerie de modificare a orbitei Pământului, compensând luminozitatea în creștere a Soarelui și migrația către exterior a zonei locuibile, realizată de asistențe gravitaționale repetate ale asteroizilor. |

## Explorarea spațiului
Până în prezent, cinci nave spațiale (Voyager 1, Voyager 2, Pioneer 10, Pioneer 11 și New Horizons) se află pe traiectorii care le vor scoate din Sistemul Solar în spațiul interstelar. Cu excepția unei coliziuni extrem de improbabile cu un obiect, călătoria lor ar trebui să continue la nesfârșit.
|                           | Ani în viitor           | Eveniment |
| ------------------------- | ----------------------- | --- |
| Astronomie și astrofizică | 1.000                   | Satelitul nuclear SNAP-10A, lansat în 1965 pe o orbită la 700 km deasupra Pământului, va reveni la suprafață. |
| Astronomie și astrofizică | 16.900                  | Voyager 1 trece la 3,5 ani-lumină de Proxima Centauri (cea mai apropiată stea de Soare). |
| Astronomie și astrofizică | 18.500                  | Pioneer 11 trece la 3,4 ani-lumină de Alpha Centauri (cel mai apropiat sistem stelar). |
| Astronomie și astrofizică | 20.300                  | Voyager 2 trece la 2,9 ani-lumină de Alpha Centauri. |
| Astronomie și astrofizică | 25.000                  | Mesajul Arecibo, o colecție de date radio transmise la data de 16 noiembrie 1974 va ajunge la destinația sale, roiul globular Messier 13. Acesta este singurul mesaj radio interstelar trimis într-o regiune atât de îndepărtată de galaxie. Când mesajul va ajunge la acest grup de stele, s-a mutat la aproximativ 24 de ani-lumină distanță, dar din moment ce acest grup de stele are aproximativ 168 de ani-lumină în diametru, se poate spune totuși că mesajul își va fi atins destinația. Orice răspuns va dura cel puțin încă 25.000 de ani de la transmiterea sa (presupunând că este imposibilă o comunicare mai rapidă decât lumina). |
| Astronomie și astrofizică | 33.800                  | Pioneer 10 trece la 3,4 ani-lumină de Ross 248, o stea mică situată la aproximativ 10,3 ani-lumină de Pământ, în nordul constelației Andromeda. |
| Astronomie și astrofizică | 34.400                  | Pioneer 10 trece la 3,4 ani-lumină de Alpha Centauri. |
| Astronomie și astrofizică | 42.200                  | Voyager 2 trece la 1,7 ani-lumină de Ross 248. |
| Astronomie și astrofizică | 44.100                  | Voyager 1 trece la 1,8 ani-lumină de Gliese 445, o stea situată la 17,1 ani-lumină de Pământ, în nordul constelației Girafa. |
| Astronomie și astrofizică | 46.600                  | Pioneer 11 trece la 1,9 ani-lumină de Gliese 445. |
| Astronomie și astrofizică | 50.000                  | Capsula timpului KEO, dacă va fi lansată într-o zi, va reintra în atmosfera Pământului. |
| Astronomie și astrofizică | 90.300                  | Pioneer 10 trece la 0,76 ani-lumină de HIP 117795, situată la 87,16 ani-lumină de Pământ, în constelația Cassiopeia. |
| Astronomie și astrofizică | 306.100                 | Voyager 1 trece la 1 an-lumină de TYC 3135-52-1. |
| Astronomie și astrofizică | 492.300                 | Voyager 1 trece la 1,3 ani-lumină de HD 28343. |
| Astronomie și astrofizică | 800.000–8 milioane      | Estimare scăzută a duratei de viață a plăcii Pioneer 10, care conțin mesajul uman către ființe extraterestre, înainte ca gravarea să fie distrusă de procesele de eroziune interstelară slab înțelese în prezent. |
| Astronomie și astrofizică | 1,2 milioane            | Pioneer 11 ajunge la 3 ani-lumină de Delta Scuti, o stea gigantică situată la aproximativ 202 ani-lumină de Pământ, în sudul constelației Scutul. |
| Astronomie și astrofizică | 1,3 milioane            | Pioneer 10 ajunge la 1,5 ani-lumină de HD 52456. |
| Astronomie și astrofizică | 2 milioane              | Pioneer 10 trece pe lângă steaua strălucitoare Aldebaran, o stea gigantică situată la aproximativ 65 de ani-lumină de Soare, în constelația Taurul. |
| Astronomie și astrofizică | 4 milioane              | Pioneer 11 trece pe lângă una dintre stelele din constelația Vulturul. |
| Astronomie și astrofizică | 8 milioane              | Sateliții de cercetare LAGEOS lansați în 1976 vor intra în atmosfera Pământului, purtând cu ei un mesaj către generațiile viitoare ale omenirii și o hartă detaliată a continentelor cum se așteaptă să arate atunci. |
| Astronomie și astrofizică | 1 miliard               | Durata de viață estimată a celor două discuri de aur Voyager, înainte ca informațiile stocate pe acestea să devină nerecuperabile. |
| Astronomie și astrofizică | 1020 (100 cvintilioane) | Scara de timp estimată pentru ca navele spațiale Pioneer și Voyager să se ciocnească cu o stea (sau un rest stelar). |

## Proiecte tehnologice
|                       | Ani în viitor                   | Eveniment |
| --------------------- | ------------------------------- | --- |
| Tehnologie și cultură | 3183                            | Piramida timpului, o lucrare de artă publică începută în 1993, la Wemding, Germania, este programată pentru finalizare. |
| Tehnologie și cultură | 6939                            | Capsulele timpului „Westinghouse Time Capsules” din anii 1939 și 1964 sunt progamate să fie deschise. |
| Tehnologie și cultură | 7000                            | Ultima capsulă Expo '70 Time din anul 1970, îngropată sub un monument lângă castelul Osaka, Japonia, este programată să fie deschisă. |
| Tehnologie și cultură | 28 mai 8113                     | „Cripta Civilizație”, o capsulă a timpului situată la Universitatea Oglethorpe din Atlanta, Georgia, este programat să fie deschisă după ce a fost sigilată înainte de-Al Doilea Război Mondial. |
| Tehnologie și cultură | 10.000                          | Durata de viață estimată a diferitelor proiecte ale Fundației Long Now, inclusiv un ceas cu numărătoare inversă de 10.000 de ani, proiectul Rosetta și proiectul Long Bet. Durata de viață estimată a HD-Rosetta, un disc scris cu laser ionizat pe o placă de nichel, o tehnologie dezvoltată la Laboratorul Național Los Alamos și comercializată ulterior. (Proiectul Rosetta folosește această tehnologie, numită după piatra Rosetta.) |
| Biologie              | 10.000                          | Durata de viață proiectată a Rezervei mondiale de semințe din Svalbard, Norvegia. |
| Tehnologie și cultură | 1 milion                        | Durata de viață estimată a depozitului „Memoria omenirii” la salina Hallstatt din Austria, unde o parte din cunoștințele umane au fost stocate pe plăci ceramice, în speranța că va servi ca o capsulă a timpului pentru viitor. |
| Tehnologie și cultură | 1 trilion                       | Durata de viață estimată a dispozitivului de memorie „Nanoshuttle” care funcționează prin rearanjarea nanoparticulelor de fier mutate printr-o legătură moleculară de un nanotub de carbon, o tehnologie dezvoltată de Universitatea din California, Berkeley. |
| Tehnologie și cultură | > 13 trilioane                  | Durata de viață estimată a „Superman memory crystal”, un sistem de stocare care folosește lasere care modifică nanostructura unui cristal, o tehnologie dezvoltată de Universitatea din Southampton. |
| Tehnologie și cultură | 292.277.026.596 (292 trilioane) | Timpul Unix va depăși valoarea maximă de scriere a unui întreg pe 64 de biți. |

## Construcții umane
|                               | Ani în viitor | Eveniment |
| ----------------------------- | ------------- | --- |
| Geologie și știință planetară | 50.000        | Durata de viață estimată a tetrafluorometanului, cel mai durabil gaz cu efect de seră. |
| Geologie și știință planetară | 1 milion      | Actualele obiecte de sticlă din mediu vor fi descompuse. Fără întreținere, Marea Piramidă din Giza va eroda fiind de nerecunoscut. Diverse monumente publice compuse din granit dur vor eroda un metru, într-un climat moderat, presupunând o rată de 1 unitate Bubnoff (1 mm în 1.000 de ani). Pe Lună, amprenta „un pas mic” a lui Neil Armstrong la baza Tranquility va eroda până în acest moment, împreună cu cele lăsate de toți cei doisprezece astronauți Apollo, din cauza efectelor acumulate ale intemperiilor spațiale. (Procesele normale de eroziune active pe Pământ nu sunt prezente din cauza lipsei aproape complete a atmosferei Lunii.) |
| Geologie și știință planetară | 7,2 milioane  | Fără întreținere, Muntele Rushmore va eroda devenind de nerecunoscut. |
| Geologie și știință planetară | 100 milioane  | Viitorii arheologi ar trebui să poată identifica un „strat urban” al marilor orașe de coastă fosilizate, mai ales prin rămășițele infrastructurii subterane, cum ar fi fundațiile clădirilor și tunelurile utilitare. |

## Energie nucleară
|                               | Ani în viitor | Eveniment |
| ----------------------------- | ------------- | --- |
| Fizica particulelor           | 10.000        | Este planificat ca „Waste Isolation Pilot Plant” pentru deșeurile de arme nucleare să fie protejat până la această dată.                                                                                          |
| Fizica particulelor           | 24.000        | Zona de excludere de la Cernobîl, o zonă de 2.600 Km2, părăsită din 1986 de la Dezastrul de la Cernobîl, va reveni la niveluri normale de radiații.                                                               |
| Geologie și știință planetară | 30.000        | Durata de viață estimată a aprovizionării rezervelor reactoarelor de ameliorare bazate pe fisiune, utilizând surse cunoscute, presupunând consumul mondial de energie din 2009.                                   |
| Geologie și știință planetară | 60.000        | Durata de viață estimată a rezervelor reactoarelor cu apă ușoară bazată pe fisiune, dacă este posibil să se extragă tot uraniul din apa de mare, presupunând consumul mondial de energie din 2009.                |
| Fizica particulelor           | 211.000       | Timpul de înjumătățire al technețiului-99, cel mai important produs de fisiune de lungă durată din deșeurile nucleare derivate din uraniu.                                                                        |
| Fizica particulelor           | 250.000       | Timpul minim estimat la care plutoniul depozitat la uzina pilot de izolare a deșeurilor din New Mexico va înceta să fie letal radiologic pentru oameni.                                                           |
| Fizica particulelor           | 15,7 milioane | Timpul de înjumătățire al iodului-129, cel mai durabil produs de fisiune de lungă durată din deșeurile nucleare derivate din uraniu.                                                                              |
| Geologie și știință planetară | 60 milioane   | Durata de viață estimată a rezervelor de energie de fuziune, dacă este posibil să se extragă tot litiul din apa de mare, presupunând consumul mondial de energie din 1995.                                        |
| Geologie și știință planetară | 5 miliarde    | Durata de viață estimată a aprovizionării rezervelor reactoarelor de ameliorare bazate pe fisiune, dacă este posibil să se extragă tot uraniul din apa de mare, presupunând consumul mondial de energie din 1983. |